# Khalid al-Misslam
Khalid al-Misslam (àrab: خالد سيف قطر)  (1979 - Qatar, 10 de desembre de 2022) va ser un fotoperiodista qatarià del canal nacional Al Kass TV que va morir durant el mundial de Qatar del 2022.
Va treballar per l'equip automobilístic Al-Anabi Racing Team i va cofundar l'empresa de continguts audiovisuals Red Dot Films. En el moment de la seva mort formava part del departaement de creativitat del canal Al Kass TV.
La notícia de la mort la va donar el mitjà de comunicació Gulf Times, sense esmentar-ne les causes. Va ser enterrat al cementiri de Mesaimeer. Altres mitjans van apuntar que la mort havia estat "sobtada", sense donar més detalls de les causes. Uns dies després AIPS Media va informar que el periodista havia mort d'una parada cardíaca en un moment en què no estava treballant. Segons mitjans locals, va morir d'un atac de cor.